# نانا ایکورا
نانا ایکورا (انگلیسی: Nana Eikura؛ زادهٔ ۱۲ فوریهٔ ۱۹۸۸) هنرپیشه، و مدل (شخص) اهل ژاپن است.
از فیلم‌ها یا برنامه‌های تلویزیونی که وی در آن نقش داشته‌است می‌توان به عروس آوریل، قلعه شناور، و کاراگاه کانن: آفتابگردان‌های جهنم اشاره کرد.